# Folke Pilo
Folke Pilo, född 31 maj 1883 i Kristianstad, död 8 mars 1949 i Johannes församling, Stockholm, var en svensk skådespelare. Han var son till handlanden Theodor Samuel Pilo (1835–1906) och Elise Torslow (1839–1892).

## Filmografi (urval)
- 1931 – En kärleksnatt vid Öresund
- 1933 – En melodi om våren
- 1934 – Fasters millioner
- 1935 – Flickor på fabrik
- 1941 – Uppåt igen
- 1943 – Fångad av en röst
- 1946 – Begär
- 1946 – 91:an Karlsson. "Hela Sveriges lilla beväringsman"
- 1949 – Hin och smålänningen

## Teater

### Roller (ej komplett)
| År   | Roll                                      | Produktion                                                            | Regi                     | Teater                                       |
| ---- | ----------------------------------------- | --------------------------------------------------------------------- | ------------------------ | -------------------------------------------- |
| 1915 |                                           | Försvarsadvokaten Ferenc Molnár                                       | Knut Nyblom              | Vasateatern                                  |
| 1916 | Johnson                                   | Annonsera! Roi Cooper Megrue och Walter Hackett                       | Knut Nyblom              | Vasateatern                                  |
| 1916 | Höst                                      | Prinsessan och hela världen Edgard Høyer                              | Einar Fröberg            | Intima teatern                               |
| 1916 | Stämningsman                              | Takrännan Gustaf Collijn                                              | Gustaf Collijn           | Intima teatern                               |
| 1916 | Fleurant, apotekare                       | Den inbillningssjuke Molière                                          | Einar Fröberg            | Intima teatern                               |
| 1916 | Berger                                    | Hannele Gerhart Hauptmann                                             | Einar Fröberg            | Intima teatern                               |
| 1917 | van Hell                                  | Fädernesland Einar Christiansen                                       | Einar Fröberg            | Intima teatern                               |
| 1917 | Conrad Holck                              | Stövlett-Kathrine Dikken von der Lyhe Zernichow                       | Einar Fröberg            | Intima teatern                               |
| 1917 | Punkt                                     | En födelsedag på gäldstugan August Blanche                            | Einar Fröberg            | Intima teatern                               |
| 1917 | Baylis                                    | Jeffrey Pantons historia Alfred Sutro                                 | Einar Fröberg            | Intima teatern                               |
| 1917 | Don José                                  | Socorros inackorderingar Miguel Ramos Carrión och Vital Aza           | Einar Fröberg            | Intima teatern                               |
| 1917 | Lakej                                     | Kapten Puff eller Storprataren Olof Kexél                             | Rune Carlsten            | Intima teatern                               |
| 1918 | Grey                                      | Richard III William Shakespeare                                       | Einar Fröberg            | Intima teatern                               |
| 1924 | Elis                                      | Påsk August Strindberg                                                | Ernst Ahlbom             | Svenska teatern, Åbo                         |
| 1927 | Greve Dombritsch                          | Drottning Helena Oscar Straus, Ernst Marischka, Bruno Granichstaedten | Naima Wifstrand          | Folkteatern                                  |
| 1932 | En poliskommissarie                       | Pengar på banken Beda och Klemens                                     | Erik Berglund            | Folkteatern                                  |
| 1934 |                                           | Pettersson – Sverge Oscar Rydqvist                                    | Sigurd Wallén            | Vanadislundens friluftsteater/ Södra Teatern |
| 1936 | Attilio Sforza, kardinal och påvlig legat | Regina von Emmeritz Zacharias Topelius                                | Ernst Eklund             | Skansens friluftsteater                      |
| 1936 | Kammarherre Balle                         | Vildanden Henrik Ibsen                                                | Martha Lundholm          | Vasateatern                                  |
| 1937 | Bouillardeau                              | Min son ministern André Birabeau                                      | Martha Lundholm          | Vasateatern                                  |
| 1937 | Luigi                                     | Ungdomen kommer med åren Seymour Hicks och Ashley Dukes               | Gunnar Tolnæs            | Vasateatern                                  |
| 1937 | Kowalik                                   | I kärlek BC Ladislaus Bus-Fekete                                      | Martha Lundholm          | Vasateatern                                  |
| 1937 |                                           | Axel i sjunde himlen Paul Morgan, Hans Schütz och Ralph Benatzky      | Max Hansen               | Vasateatern                                  |
| 1938 | Chauffören                                | Kvällen är min Robert Katscher                                        | Max Hansen               | Vasateatern                                  |
| 1939 | Operaskräddaren                           | Kungens komedi Oscar Rydqvist                                         | Martha Lundholm          | Vasateatern                                  |
| 1939 | Gaston                                    | Christian Yvan Noé                                                    | Martha Lundholm          | Vasateatern                                  |
| 1941 |                                           | Han som kom till middag George S. Kaufman och Moss Hart               | Martha Lundholm          | Vasateatern                                  |
| 1942 | Miller                                    | Lille Napoleon Paul Sarauw                                            | Max Hansen               | Vasateatern                                  |
| 1942 |                                           | Min syster Eileen Joseph Fields och Jerome Chodorov                   | Gösta Folke              | Vasateatern                                  |
| 1943 | Bertil                                    | Herr Blink går över alla gränser Lars-Levi Laestadius                 | Per Lindberg             | Vasateatern                                  |
| 1943 | Smith                                     | Den okuvliga Mr Bunting Robert Greenwood                              | Martha Lundholm          | Vasateatern                                  |
| 1943 |                                           | Teater W. Somerset Maugham                                            | Martha Lundholm          | Vasateatern                                  |
| 1944 | Isak                                      | Mans kvinna Vilhelm Moberg                                            | Per Lindberg Gösta Folke | Vasateatern                                  |
| 1944 | Frith                                     | Rebecca Daphne du Maurier                                             | Martha Lundholm          | Vasateatern                                  |
| 1947 | Burdette                                  | Röd i det blå Zoë Akins                                               | Ernst Eklund             | Vasateatern                                  |
| 1947 | Sir James Royston                         | Solfjädern Oscar Wilde                                                | Martha Lundholm          | Vasateatern                                  |
| 1948 | Wilson                                    | Jane W. Somerset Maugham                                              | Ernst Eklund             | Vasateatern                                  |